# حفرة اليأس

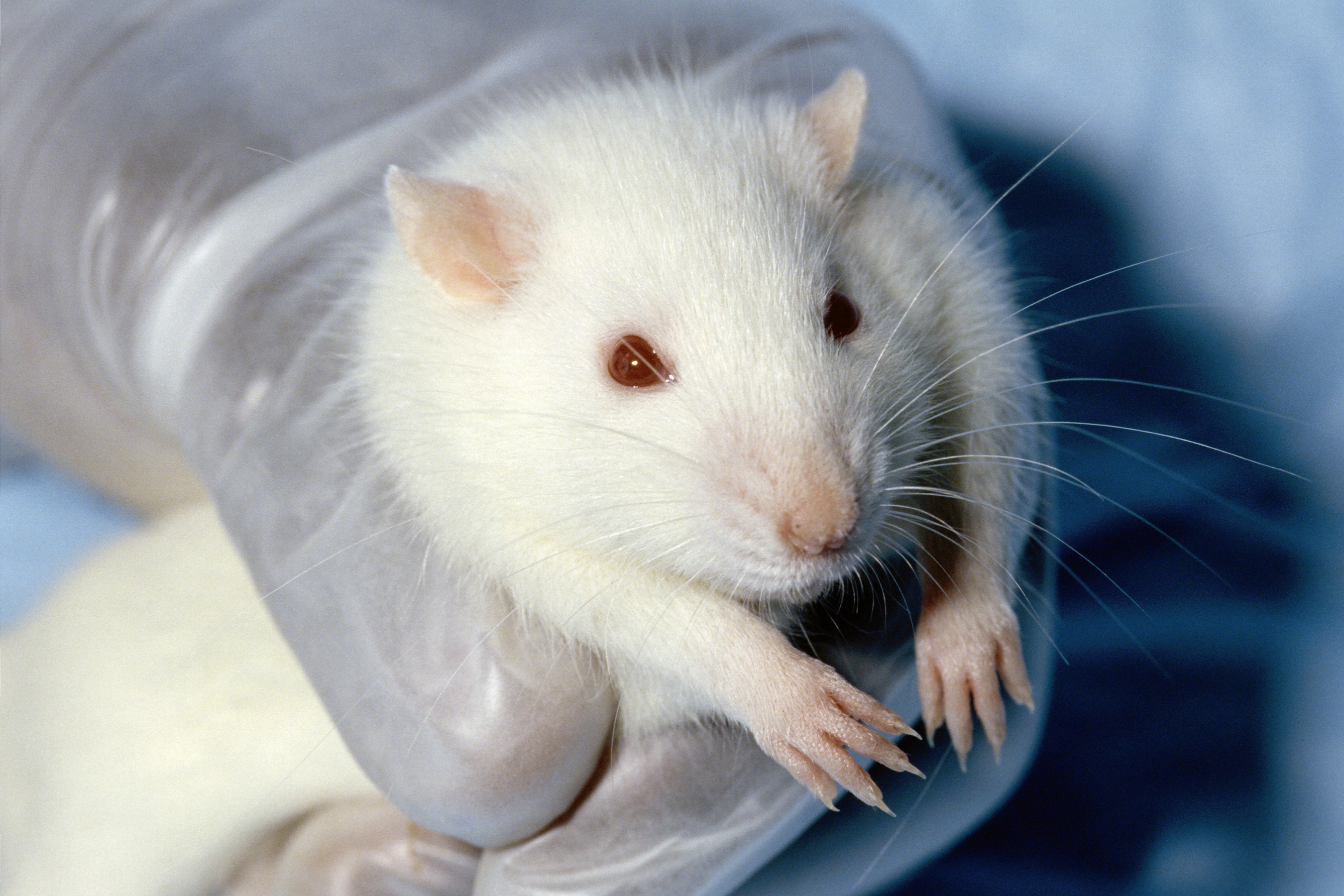
صوره من نفس المقاله بالانجليزيه

حفرة اليأس (بالإنجليزية: Pit of despair)‏ هو اسم أُطلقه العالم الأمريكي هاري هارلو المختص في علم النفس المقارن على جهاز صممّه. يُسمى هذا الجهاز تقنيًا جهاز الحجرة العمودية. استخدمه هارلو في تجاربه على قردة المكاك الريسوسي في جامعة ويسكونسن ماديسون في سبعينيات القرن العشرين. كان الهدف من البحث إنتاج نمط من الاكتئاب السريري عند الحيوانات. وصف الباحث ستيفن سومي الجهاز بأنه «أكثر من مجرد حوض من الفولاذ المقاوم للصدأ مع جدران منحنية تنتهي بقاع مدور».
سمح وجود شبكة من الأسلاك قطر ثقوبها 3\8 إنش (9.5 مم) على ارتفاع إنش واحد (25.4 مم) من قاع الحجرة بنزول الفضلات من خلال المَنزَح (المصرف) وخروجها عبر الثقوب الموجودة في الفولاذ المقاوم للصدأ. كانت الغرفة مزودة بصندوق طعام وحامل زجاجات المياه، ولها غطاء هرمي الشكل (مزال في الصورة المرفقة بالمقال» مصمم لمنع القردة المحجوزة من التعلق بالجزء العلوي من الحجرة.
كان هارلو قد وضع القردة المولودة حديثًا في حجرات معزولة لمدة تصل حتى عام واحد، وفي الحجرة التي سمّاها «حفرة اليأس» وضع القردة التي تتراوح أعمارها بين ثلاثة أشهر وثلاث سنوات لوحدها بعد أن تعلقت بأمهاتها مدةً تصل إلى عشرة أسابيع. وفي غضون عدة أيام، توقفت عن الحركة وتجمعت في زاوية الحجرة.

## خلفية عن الموضوع
أمضى هارلو معظم حياته المهنية في دراسة رابطة الأمومة، إذ وصفها بـ «جوهر الحب». تضمنت تجاربه تربية القردة حديثة الولادة «المعزولة كليًا» وقردة مع أمهات بديلات، إذ لجأ إلى تكوين أمهات اصطناعيات بدءًا بصنع مخاريط مغطاة بالإسفنج، وانتهاءً بصنع آلة لعبت دور الأمهات المضطهِدات عن طريق التعدي على القردة الصغيرة بتوجيه هواء بارد عليها أو وخزها. كان الهدف من التجارب هو التحديد الدقيق لأساس العلاقة بين الطفل الصغير والأم، أي هل يسعى الرضيع الصغير إلى الحصول على الطعام أم العاطفة في المقام الأول؟ استنتج هارلو في النهاية أنها العاطفة.
توفيت زوجة هارلو عام 1971 بسبب السرطان، وبدأ يعاني من الاكتئاب نتيجةً لذلك. تلقى هارلو العلاج وعاد إلى العمل، ولكن، وفقًا لما ذكرته المعالِجة النفسية لورين سلاتر في كتاباتها، لاحظ زملاؤه اختلافًا في سلوكه. تخلى هارلو عن بحثه في دراسة رابطة الأمومة ووجه اهتمامه نحو العزلة والاكتئاب.
تضمنت تجارب هارلو الأولى عزل قرد في قفص محاط بجدران فولاذية تحوي لوحًا صغيرًا من الزجاج يمرر الضوء في اتجاه واحد، حتى يتمكن المجربون من المراقبة، ولمنع القرد من النظر خارجًا. كانت علاقة القرد الوحيدة مع العالَم الخارجي هي أيادي العاملين أثناء تغيير فراشه أو وضع الماء والطعام الطازج له. وُضعت صغار القردة في هذه الأقفاص بعد الولادة فورًا، تُركت أربعة منها مدة 30 يومًا، وأربعة تُركت مدة 6 أشهر، وأربعة تُركت سنة كاملة.
بعد 30 يومًا، ظهر «انزعاج كبير» على القردة «المعزولة كليًا». وبعد عزلها لمدة سنة، كانت نادرًا ما تتحرك، ولم تسع أبدًا للاستكشاف أو اللعب، وعجزت عن القيام بعلاقات جنسية. عندما وُضعت مع قردة أخرى ضمن جلسات لعب يومية، تعرضت للتنمر على نحو سيئ، إذ رفض اثنان منها تناول الطعام، وأجاعا نفسيهما حتى الموت.
أراد هارلو أيضًا أن يختبر كيفية تأثير العزلة على المهارات الأبوية، إلا أن القردة المعزولة كانت عاجزة عن التزاوج، ولم يكن التلقيح الصناعي متطورًا حينها. عوضًا عن ذلك، ابتكر هارلو ما دعاه «شماعة الاغتصاب»، إذ تُربط القردة الإناث المعزولة إليها بوضعية التزاوج الطبيعية للقردة. وجد هارلو أن هذه القردة –إضافةً إلى عجزها عن القيام بالعلاقات الجنسية- غير قادرة أيضًا على رعاية صغارها، إما بظلمهم وإساءة معاملتهم أو بإهمالهم. وكتب:«لا يسعنا تصميم وصيٍّ شرير مثل أمهات القردة هذه حتى في أكثر أحلامنا انحرافًا».
كانت القردة عاجزة عن إقامة تفاعل اجتماعي مناسب بأنفسها بسبب عدم امتلاكها لخبرة اجتماعية كافية. ضربت إحدى القردة الأمهات وجه طفلها بالأرض وقضمت قدميه وأصابعه، وأُخرى كسرت رأس صغيرها. وأغلب القردة تجاهلت صغارها ببساطة.
أظهرت هذه التجارب لهارلو تأثير العزلة الجزئية والكاملة على تطور القردة، لكنه شعر أنه لم يصل إلى جوهر الاكتئاب بعد، إذ اعتقد أن الاكتئاب يتمثل بمشاعر الوحدة والعجز والشعور بالحصار، أو الإحساس أن الفرد «غارقٌ في بئر من اليأس» وفق تعبيره.

## جهاز الحجرة العمودية
كان الاسم التقني لحجرة الاكتئاب الجديدة «جهاز الحجرة العمودية» رغم إصرار هارلو على تسميتها «حفرة اليأس»، كان يريد أن يطلق عليه في البداية «زنزانة اليأس»، واستخدم أيضًا مصطلحات أخرى مثل «بئر اليأس» و«بئر الوحدة».
كتبت الصحفية ديبورا بلوم أن زملاء هارلو نصحوه بعدم استخدام مثل هذه المصطلحات الوصفية أو التصويرية، لأن الأسماء الأقل تصويرًا ستكون أسهل فهمًا من الناحية السياسية. قالت واحدة من طالبات الدكتوراه عند هارلو اللواتي استمْرَرنَ بإجراء دراسات عزل إضافية، تدعى جين ساكيت، من جامعة واشنطن في مدينة سياتل: «كان يرغب في البداية بتسميتها بزنزانة اليأس، فهل يمكنكم تخيل رد الفعل على هذا؟».
كانت أغلب القردة التي وُضعت داخل الحجرة بعمر ثلاثة أشهر على الأقل، وكانت بالفعل مرتبطة بالآخرين من حولها. هدفت التجربة إلى كسر تلك الروابط في سبيل خلق أعراض اكتئاب. كانت الحجرة على شكل هرم مقلوب صغير معدني، ذو جوانب زلقة منحدرة مائلة تنتهي بنقطة.
وُضعت القردة في تلك النقطة، وكانت الفتحة مغطاةً بشبكة. أمضت القردة يومًا أو يومين وهي تُحاول تسلق الجوانب الزلقة، إلا أنها استسلمت بعد بضعة أيام. كتب هارلو: «اتخذت معظم قردة التجربة وضعيةً منحنية في زوايا قعر الجهاز. يُفترض في هذه الحالة  أن القردة تجد نفسها في حالة ميؤوس منها». وضع ستيفن سومي -وهو طالب دكتوراه آخر من طلاب هارلو- بعض القردة في الحجرة عام 1970 في بحث أجراه لينال درجة الدكتوراه في الفلسفة. كتب أنه لم يرَ أي قرد أبدى مقاومة ضد وضعه في الحجرة، وحتى أسعد القردة خرجت متضررة من التجربة. استنتج سومي أن الطفولة الطبيعية السعيدة لا تحمي من الاكتئاب.
أوضحت التجارب ما سمّته كاتبة العلوم ديبورا بلوم «نتائج الفطرية السليمة»، وهي أن القردة في وضعها الاعتيادي حيوانات اجتماعية جدًا بطبيعتها، تخرج من العزلة متضررة بشكل كبير، يتعافى بعضها والبعض الآخر لا يتعافى أبدًا.

## ردود الفعل على التجربة
أُدينت هذه التجارب في ذلك الوقت ولاحقًا داخل المجتمع العلمي وضمن أماكن أخرى في الأوساط الأكاديمية. كتب الناقد الأدبي الأميريكي داين كليسون بوث عام 1974 أن «هاري وزملاؤه استمروا بتعذيب القردة عقدًا تلو الآخر، محاولين بذلك إثبات ما نعرفه جميعنا مسبقًا، وهو أن الكائنات الاجتماعية يمكن تدميرها عبر تدمير روابطها الاجتماعية». وكتب أن هارلو لم يذكر شيئًا عن الانتقادات الأخلاقية التي وُجّهت إلى أعماله.
قال تشارلز سنودون -وهو أحد الأعضاء الجدد في الكلية ذلك الوقت، والذي أصبح رئيسًا لعلم النفس في جامعة ويسكونسن- إن هارلو كان مكتئبًا بشكل كبير بسبب إصابة زوجته بالسرطان. كان سنودون مذعورًا من تصميم الحجرة العمودية، إذ سأل سومي عن سبب استخدامهم لها، فأجابه هارلو: «لأن هذا ما تشعر به عندما تكون مكتئبًا». أخبر ليونارد روزنبلوم -وهو أحد الطلاب الذين درّسهم هارلو- لورين سلاتر أن هارلو استمتع باستخدام مصطلحات صادمة في تسمية جهازه، لأنه «كان دائمًا يرغب في إغضاب الناس».
قال طالب آخر من طلاب هارلو -يُدعى ويليام ماسون، وهو أحد الطلاب الذين شاركوا في إجراء تجارب العزل أيضًا في مكان آخر- إن هارلو «ترك عمله يصل إلى نقطة أوضحت للكثير من الناس أن ما فعله هو انتهاك للمشاعر الطبيعية، وإن أي شخص يحترم الحياة أو الناس سيجد هذا العمل عدوانيًا. كأن هارلو يقول: «أسعى لإجراء هذه التجارب لعشر سنوات أخرى، وبعدها أريد ترك فوضى كبيرة خلفي». وإذا كان هذا هدفه، فالعمل الذي أنجزه عظيم».